# Tilde Bork
Tilde Ladegaard Bork (nascida em 3 de agosto de 1993, em Sorø) é uma política dinamarquesa que foi membro do Folketing pelo Partido Popular Dinamarquês de 2015 a 2019.

## Carreira política
Bork fez parte do conselho regional da Jutlândia Central de 2014 a 2016. Ela foi eleita para o parlamento nas eleições de 2015, onde recebeu 3.198 votos, e não concorreu novamente nas eleições de 2019, afirmando que queria obter mais experiência de trabalho antes de continuar o seu trabalho político.